# Energia dla Wszystkich
Energia dla Wszystkich - to nazwa inicjatywy i partnerstwa - obu zapoczątkowanych przez Azjatycki Bank Rozwoju (ADB), w celu zmniejszenia ubóstwa energetycznego w regionie Azji i Pacyfiku.
Inicjatywa ma na celu opracowanie metod zapewnienia dostępu do niezawodnych i przystępnych cenowo usług energetycznych oraz wsparcia rozwinięcia ich skali. Obejmuje ona zarówno dostęp gospodarstw domowych do energii elektrycznej wytwarzanej technologiami  odnawialnych źródeł energii takich, jak mikro energetyki wodnej, słonecznej, biomasy i małej  energetyki wiatrowej, jak również dostęp do czystych paliw do gotowania takich, jak LPG lub biogazu z odchodów zwierzęcych. Natomiast partnerstwo powstało, aby umożliwić różnym podmiotom z branży współpracę w regionie. Jednym z opisanych celów jest zapewnienie dostępu do energii 100 milionom ludzi w regionie do 2015 roku.